# Ruutti
Ruutti är en ort i Gällivare kommun, Norrbottens län. 
1760 fick Gällivare kommun 14 nyanlagda nybyggen, varav tio, däribland Ruutti, anlagts med frälserätt av kapten Jonas Meldercreutz. Vid sekelskiftet 1800 anlade friherre Samuel Gustaf Hermelin nybyggen Ruutti och 21 andra byar i kommunen. Vid folkräkningen 1890 hade byn 18 invånare.